# Wunsiedel im Fichtelgebirge
Districtul Wunsiedel im Fichtelgebirge este un district rural (germană: Landkreis) din regiunea administrativă Franconia Superioară, landul Bavaria, Germania.

## Orașe și comune
| orașe 1. Arzberg (Oberfranken) (6.060) 2. Bad Weißenstadt (3.518) 3. Hohenberg an der Eger (1.534) 4. Kirchenlamitz (3.908) 5. Marktleuthen (3.632) 6. Marktredwitz (18.156) 7. Schönwald (3.721) 8. Selb (17.156) 9. Wunsiedel (10.207) | comune (târg) 1. Schirnding (1.479) 2. Thiersheim (2.092) 3. Thierstein (1.316) comune 1. Bad Alexandersbad (1.234) 2. Höchstädt im Fichtelgebirge (1.239) 3. Nagel (1.893) 4. Röslau (2.448) 5. Tröstau (2.636) |